# حارة بن نامي
حارة بن نامي قرية سعودية، تابعة لمركز الغريف في محافظة الكامل في منطقة مكة المكرمة.

## الوصف
تبعد القرية عن المركز مسافة 2 كيلو مترات بإتجاه الجنوب الغربي، نوع الطريق اسفلت. أقرب مدينة أو قرية بها صحة هو مركز غريف. خدمات التعليم: يتبع للقرية مدرسة جعفر بن مالك الابتدائية بنين، ومرسة المثناة الابتدائية بنات. ويوجد في القرية حدمة بلدية وخدمة بريد.